# Patricia N’Goy Benga
Nsuda Patricia N’Goy Benga (ur. 21 listopada 1971 w Kinszasie) – koszykarka z Demokratycznej Republiki Konga, olimpijka.
Wraz z reprezentacją narodową wystąpiła na Letnich Igrzyskach Olimpijskich 1996 w Atlancie. Wzięła udział w czterech spotkaniach z siedmiu, które rozegrała jej drużyna na tych igrzyskach. Zdobyła w nich dziewięć punktów. Dokonała także ośmiu zbiórek, jednej asysty, jedenastu fauli, pięciu strat i jednego przechwytu. Jej drużyna uplasowała się na ostatnim 12. miejscu.
W zawodach juniorów brała udział w mistrzostwach świata w 1989 roku, gdzie zagrała w siedmiu meczach, zdobywając 53 punkty. Uczestniczyła w seniorskich mistrzostwach świata w 1990 roku (dwa spotkania i sześć zdobytych punktów), oraz na mundialu w 1998 roku (73 punkty w 5 meczach – najskuteczniejsza zawodniczka w kongijskiej drużynie).
Jako reprezentantka iworyjskiego klubu Abidjan Basket Club uczestniczyła przynajmniej dwukrotnie w Klubowym Pucharze Mistrzyń Afryki FIBA w latach 2007 (78 punktów w siedmiu spotkaniach) i 2008 (45 punktów w ośmiu meczach). 